# Kembangsri
Kembangsri is een bestuurslaag in het regentschap Mojokerto van de provincie Oost-Java, Indonesië. Kembangsri telt 3382 inwoners (volkstelling 2010).